# Assos

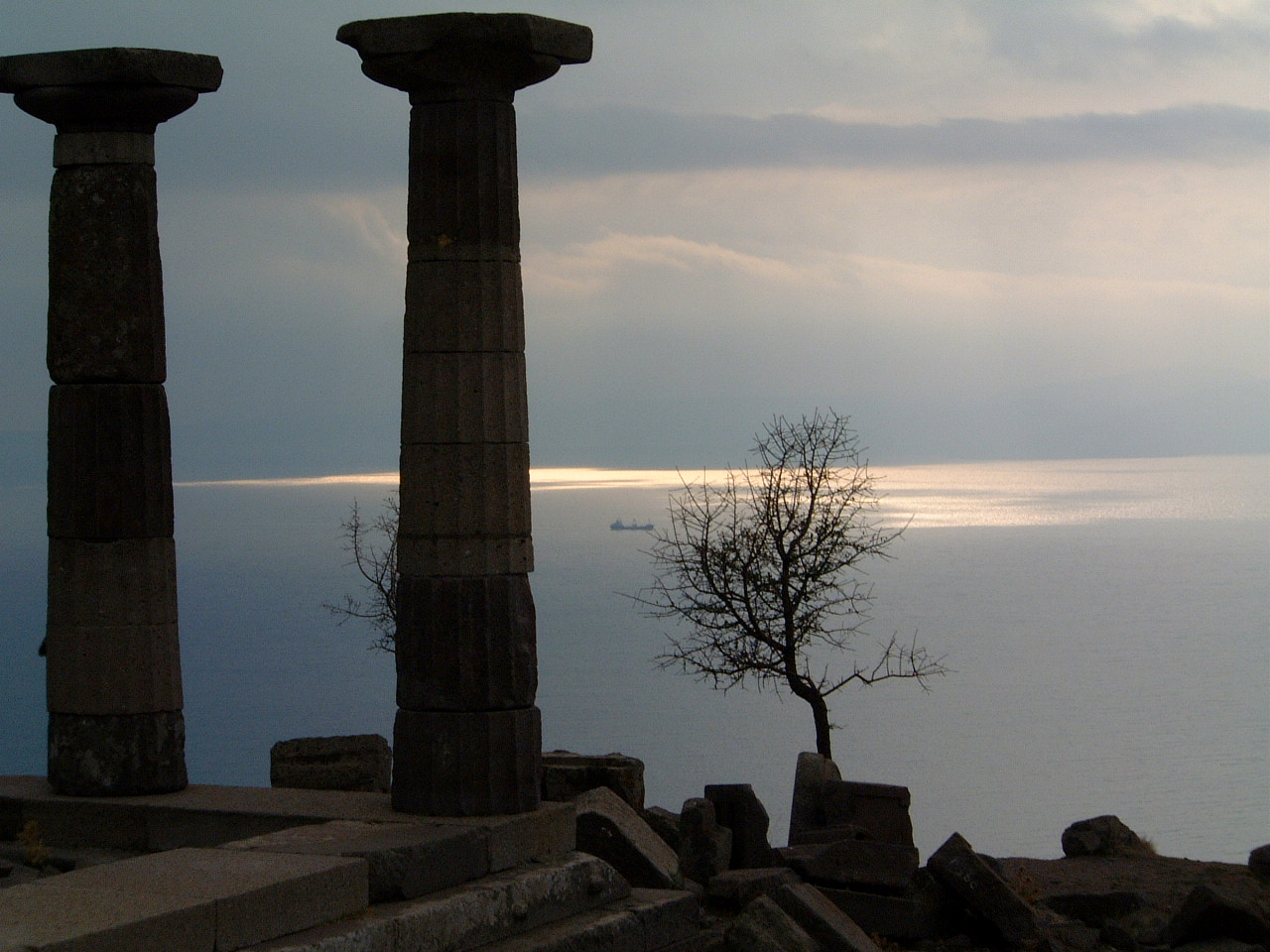
Athenatemplet i Assos.

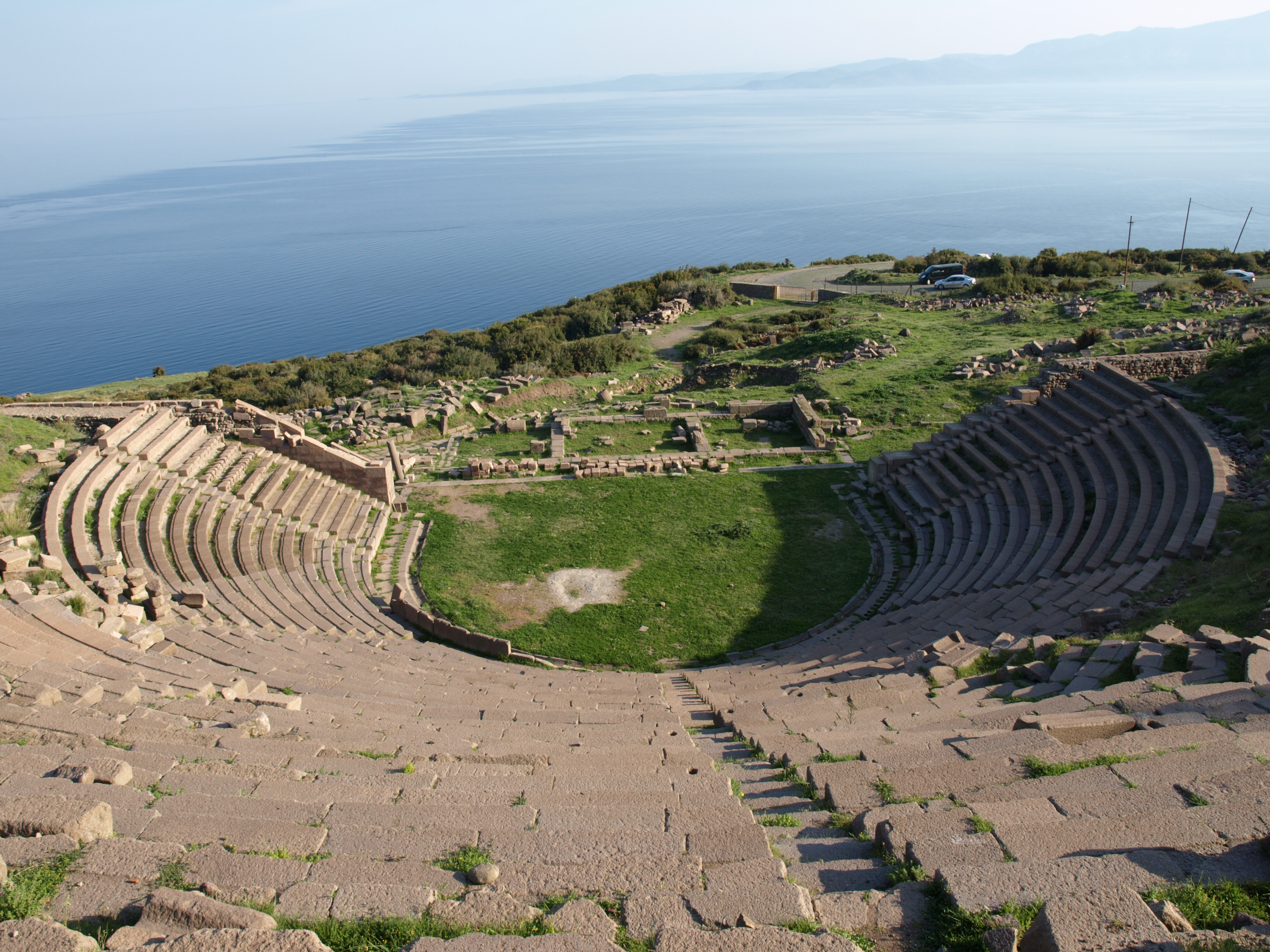
Teatern i Assos.

Assos (grekiska Άσσος) var i forntiden en lesbisk koloni på Mysiens kust, i Mindre Asien, vid den adramyttiska viken (nu Edremitviken). Vid platsen, som nu kallas Behramkale, har det amerikanska arkeologiska institutet föranstaltat utgrävningar (1881–83), som bragt i dagen agora med stoa och bulesterion, ett bad i fyra våningar, ett heroon (herostempel), en teater, ett gymnasion m.m. 
I Louvren finns sedan 1838 skulpturer av ett forndoriskt tempel från Assos.